# Praia fluvial de Fornelos
A Praia Fluvial de Fornelos localiza-se na aldeia de Fornelos (Santa Marta de Penaguião), Vila Real tendo sido inaugurada em Julho de 1998.
A praia fluvial foi concorrente na fase inicial do concurso 7 Maravilhas "Praias de Portugal" 2012.

## Serviços disponíveis na praia
A Praia Fluvial de Fornelos assume uma posição importante na oferta turística do concelho de Santa Marta de Penaguião e , como tal, tenta de dia para dia melhorar os serviços prestados aos seus visitantes. Como tal, a praia possui uma lista de serviços disponíveis, que se encontram listados abaixo.
- Parque de estacionamento (gratuito)
- Bar de Apoio
- Esplanada
- Balneários (femininos e masculinos)
- Mesas de piquenique
- Espaços relvados
- Quatro acessos ao rio (3 por escada e 1 por rampa)
- Espaço de areia
- Ponte pedonal (para ligação entre as duas margens do rio)
- Ponte pedonal (ligação do parque de estacionamento ao relvado)

## Bar de apoio e esplanada
O bar de apoio e a esplanada encontram-se em funcionamento, somente, durante a época balnear, servindo refeições ligeiras.

## Ampliação da praia fluvial
Desde 2012, começaram-se a realizar obras de ampliação (na outra margem do rio) para o aumento da zona relvada. A nova zona da Praia Fluvial, veio aumentar a zona de mesas de piquenique, e criando um parque de diversões para os mais pequenos.